# Sick Note
Sick Note ou La Maladie imaginaire au Québec, est une série télévisée britannique créée par James Serafinowicz et Nat Saunders et diffusée depuis le 7 novembre 2017 sur Sky One.
En France, la série est diffusée du 7 novembre 2017 au 16 août 2018 sur le service Netflix. Au Québec, elle est aussi disponible sur Netflix.

## Synopsis
Daniel Glass est en couple avec Becca à qui il ment tout le temps. Lassée, elle le quitte et lui demande de partir de son appartement. Alors qu'il est sur le point de se faire virer de son emploi dans une entreprise d'assurances, le Docteur Iain Glennis lui annonce qu'il est atteint d’un cancer de l'œsophage. Finalement, ce diagnostic lui permet de conserver son emploi et sa petite amie. Tout le monde est désormais aux petits soins avec lui. Cependant, il découvre que le Docteur Glennis est suicidaire et incompétent : il s'est trompé sur le diagnostic ! Après mûre réflexion, Daniel décide de ne pas dévoiler son secret. De plus, le Dr Glennis le supplie de garder le silence pour ne pas perdre la face et son emploi.

## Distribution

### Acteurs principaux
- Rupert Grint (VF : Olivier Martret) : Daniel Glass
- Nick Frost (VF : Alexis Victor) : Dr Iain Glennis
- Pippa Bennett-Warner (VF : Alice Taurand) : Becca Palmerstone
- Marama Corlett (VF : Marie Tirmont) : Linda
- Daniel Rigby (VF : Sébastien Desjours) : Officer Hayward
- Karl Theobald (VF : Guillaume Lebon) : Michael
- Belinda Stewart-Wilson (VF : Patricia Spehar) : Annette Glennis
- Lindsay Lohan (VF : Laëtitia Coryn) : Katerina West (depuis la saison 2)

### Acteurs récurrents
- Don Johnson (VF : Patrick Poivey) : Kenny West (saison 1)
- Camilla Beeput (VF : Pauline Moulène) : Vanessa Matthews
- Tolu Ogunmefun (VF : Boris Agondanou) : Ash (saison 1)
- Miles Richardson (VF : Pascal Aubert) : Dr Sampson
- Dustin Demri-Burns (VF : Damien Ferrette) : Will_5000
- David Cann (VF : Jean-Marc Charrier) : Gordon Glass
- Alison King (VF : Géraldine Asselin) : Officier Henchy
- Matilda Thorpe (VF : Ghislaine Ouvrard) : Claire Glass
- Robert Daws (VF : Michel Voletti) : Shank
- Nathan Dean Williams (VF : Hugues Boucher) : Athan

 Source et légende : version française (VF) sur RS Doublage

## Fiche technique
- Créateur : Nat Saunders, James Serafinowicz
- Réalisation : Matt Lipsey
- Pays d'origine :  Royaume-Uni
- Langue originale : anglais
- Durée des épisodes : environ 22 minutes par épisode, le 1er épisode de la saison 1 dure 44 minutes.

## Épisodes

### Première saison (2017)
1. Reine de cœur (Queen of Hearts)
2. Boule au rebond (Playing Ball)
3. Janina Kolkiewicz (Janina Kolkiewicz)
4. Les Grains d'or (The Golden Grain)
5. Mode avion (Airplane Mode)
6. Soupe de poulet (Chicken Soup)

### Deuxième saison (2018)
1. Franz Koczwara (Frantisek Kotzwara)
2. Le Double mixte (New Balls)
3. De l'importance de rester hydraté (Stay Hydrated)
4. La Mauvaise Nouvelle (Braking Bad)
5. L'Adjointe Polly (Constable Polly)
6. Mes deux pères (My Two Dads)
7. La Solitude du coureur de fond (The Loneliness of the Middle Distance Runner)
8. L'Opération Éclair (Operation Thunderbolt)